# Copa da Finlândia de Futebol
A Copa da Finlândia de Futebol (Suomen Cup) é o principal torneio eliminatório do futebol masculino da Finlândia. O torneio existe desde 1955 e o campeão se qualifica para participar da UEFA Europa League.

## Finais de Copa
| Temporada | Campeão              | Resultado        | Finalista            | Estádio                          |
| --------- | -------------------- | ---------------- | -------------------- | -------------------------------- |
| 1955      | Haka Valkeakoski     | 5-1              | HPS Helsinki         | Estádio Olímpico, Helsinki       |
| 1956      | Pallo-Pojat Helsinki | 2-1              | TKT Tampere          | Estádio Olímpico, Helsinki       |
| 1957      | Drott Pietarsaari    | 2-1 a.p.         | KPT Kuopio           | Estádio Olímpico, Helsinki       |
| 1958      | KTP Kotka            | 4-1              | KIF Helsinki         | Estádio Olímpico, Helsinki       |
| 1959      | Haka Valkeakoski     | 2-1              | HIFK Helsinki        | Estádio Olímpico, Helsinki       |
| 1960      | Haka Valkeakoski     | 3-1 a.p.         | RU-38 Pori           | Estádio Olímpico, Helsinki       |
| 1961      | KTP Kotka            | 5-2              | Pallo-Pojat Helsinki | Estádio Olímpico, Helsinki       |
| 1962      | HPS Helsinki         | 5-0              | RoPS Rovaniemi       | Estádio Olímpico, Helsinki       |
| 1963      | Haka Valkeakoski     | 1-0              | Reipas Lahti         | Estádio Olímpico, Helsinki       |
| 1964      | Reipas Lahti         | 1-0              | LaPa Lappeenranta    | Estádio Olímpico, Helsinki       |
| 1965      | ÅIFK Turku           | 1-0              | TPS Turku            | Estádio Olímpico, Helsinki       |
| 1966      | HJK Helsinki         | 6-1              | KTP Kotka            | Estádio Olímpico, Helsinki       |
| 1967      | KTP Kotka            | 2-0              | Reipas Lahti         | Estádio Olímpico, Helsinki       |
| 1968      | KuPS Kuopio          | 2-1              | KTP Kotka            | Estádio Olímpico, Helsinki       |
| 1969      | Haka Valkeakoski     | 2-0              | FC Honka Espoo       | Estádio Olímpico, Helsinki       |
| 1970      | MP Mikkeli           | 4-1 a.p.         | Reipas Lahti         | Estádio Olímpico, Helsinki       |
| 1971      | MP Mikkeli           | 4-1              | Sport Vaasa          | Estádio Olímpico, Helsinki       |
| 1972      | Reipas Lahti         | 2-0              | VPS Vaasa            | Estádio Olímpico, Helsinki       |
| 1973      | Reipas Lahti         | 1-0              | SePS Seinäjoki       | Estádio Olímpico, Helsinki       |
| 1974      | Reipas Lahti         | 1-0              | OTP Oulu             | Estádio Olímpico, Helsinki       |
| 1975      | Reipas Lahti         | 6-2 a.p.         | Ilves Tampere        | Estádio Olímpico, Helsinki       |
| 1976      | Reipas Lahti         | 2-0              | Ilves Tampere        | Tampere                          |
| 1977      | Haka Valkeakoski     | 3-1              | SePS Seinäjoki       | Estádio Olímpico, Helsinki       |
| 1978      | Reipas Lahti         | 3-1 / 1-1        | KPT Kuopio           | Kuopio & Lahti                   |
| 1979      | Ilves Tampere        | 2-0              | TPS Turku            | Estádio Olímpico, Helsinki       |
| 1980      | KTP Kotka            | 3-2              | Haka Valkeakoski     | Estádio Olímpico, Helsinki       |
| 1981      | HJK Helsinki         | 4-0              | Kuusysi Lahti        | Töölön Pallokenttä, Helsinki     |
| 1982      | Haka Valkeakoski     | 3-2              | KPV Kokkola          | Estádio Olímpico, Helsinki       |
| 1983      | Kuusysi Lahti        | 2-0              | HJK Helsinki         | Estádio Olímpico, Helsinki       |
| 1984      | HJK Helsinki         | 2-1              | Kuusysi Lahti        | Estádio Olímpico, Helsinki       |
| 1985      | Haka Valkeakoski     | 2-2 (2-1 pen.)   | HJK Helsinki         | Estádio Olímpico, Helsinki       |
| 1986      | RoPS Rovaniemi       | 2-0              | KePS Kemi            | Estádio Olímpico, Helsinki       |
| 1987      | Kuusysi Lahti        | 5-4              | OTP Oulu             | Estádio Olímpico, Helsinki       |
| 1988      | Haka Valkeakoski     | 1-0              | OTP Oulu             | Estádio Olímpico, Helsinki       |
| 1989      | KuPS Kuopio          | 3-2              | Haka Valkeakoski     | Estádio Olímpico, Helsinki       |
| 1990      | Ilves Tampere        | 2-1              | HJK Helsinki         | Estádio Olímpico, Helsinki       |
| 1991      | TPS Turku            | 0-0 (5-3 pen.)   | Kuusysi Lahti        | Estádio Olímpico, Helsinki       |
| 1992      | MyPa Anjalankoski    | 2-0              | FF Jaro Pietarsaari  | Estádio Olímpico, Helsinki       |
| 1993      | HJK Helsinki         | 2-0              | RoPS Rovaniemi       | Estádio Porin, Pori              |
| 1994      | TPS Turku            | 2-1              | HJK Helsinki         | Estádio Olímpico, Helsinki       |
| 1995      | MyPa Anjalankoski    | 1-0              | FC Jazz Pori         | Estádio Olímpico, Helsinki       |
| 1996      | HJK Helsinki         | 0-0 (4-3 pen.)   | TPS Turku            | Estádio Olímpico, Helsinki       |
| 1997      | Haka Valkeakoski     | 2-1 a.p.         | TPS Turku            | Estádio Olímpico, Helsinki       |
| 1998      | HJK Helsinki         | 3-2              | PK-35 Vantaa         | Estádio Olímpico, Helsinki       |
| 1999      | FC Jokerit           | 2-1              | FF Jaro Pietarsaari  | Estádio Olímpico, Helsinki       |
| 2000      | HJK Helsinki         | 1-0              | KTP Kotka            | Estádio Finnair, Helsinki        |
| 2001      | Atlantis Helsinki    | 1-0              | Tampere United       | Estádio Tammela, Tampere         |
| 2002      | Haka Valkeakoski     | 4-1              | FC Lahti             | Estádio Finnair, Helsinki        |
| 2003      | HJK Helsinki         | 2-1 a.p.         | Allianssi Vantaa     | Estádio Finnair, Helsinki        |
| 2004      | MyPa Anjalankoski    | 2-1              | FC Hämeenlinna       | Estádio Finnair, Helsinki        |
| 2005      | Haka Valkeakoski     | 4-1              | TPS Turku            | Estádio Finnair, Helsinki        |
| 2006      | HJK Helsinki         | 1-0              | KPV Kokkola          | Estádio Finnair, Helsinki        |
| 2007      | Tampere United       | 3-3 (3-1 pen.)   | FC Honka Espoo       | Estádio Finnair, Helsinki        |
| 2008      | HJK Helsinki         | 2-1 a.p.         | FC Honka Espoo       | Estádio Finnair, Helsinki        |
| 2009      | Inter Turku          | 2-1              | Tampere United       | Estádio Finnair, Helsinki        |
| 2010      | TPS Turku            | 2-0              | HJK Helsinki         | Estádio Sonera, Helsinki         |
| 2011      | HJK Helsinki         | 2-1 a.p.         | KuPS Kuopio          | Estádio Sonera, Helsinki         |
| 2012      | FC Honka Espoo       | 1-0              | KuPS Kuopio          | Estádio Sonera, Helsinki         |
| 2013      | RoPS Rovaniemi       | 2-1              | KuPS Kuopio          | Estádio Sonera, Helsinki         |
| 2014      | HJK Helsinki         | 0-0 (5-3 pen.)   | FC Inter Turku       | Estádio Sonera, Helsinki         |
| 2015      | IFK Mariehamn        | 2-1              | FC Inter Turku       | Campo de la fábrica, Valkeakoski |
| 2016      | SJK Seinäjoki        | 1-1 (7-6 pen.)   | HJK Helsinki         | Estádio Ratina, Tampere          |
| 2017      | HJK Helsinki         | 1 - 0            | SJK Seinäjoki        | Estadio OmaSP, Seinäjoki         |
| 2018      | FC Inter Turku       | 1 - 0            | HJK Helsinki         | Telia 5G Areena, Helsinki        |
| 2019      | Ilves Tempere        | 2 - 0            | IFK Mariehamn        | Wiklöf Holding Arena, Mariehamn  |
| 2020      | HJK Helsinki         | 2 - 0 (t. s.)    | FC Inter Turku       | Veritas Stadion, Turku           |
| 2021      | KuPS Kuopio          | 0 - 0 (5-4 pen.) | HJK Helsinki         | Telia 5G Areena, Helsinki        |

## Performance por clube
| Clube                     | Taças | Anos                                                                               |
| ------------------------- | ----- | ---------------------------------------------------------------------------------- |
| HJK Helsinki              | 14    | 1966, 1981, 1984, 1993, 1996, 1998, 2000, 2003, 2006, 2008, 2011, 2014, 2017, 2020 |
| Haka Valkeakoski          | 12-   | 1955, 1959, 1960, 1963, 1969, 1977, 1982, 1985, 1988, 1997, 2002, 2005             |
| FC Lahti                  | 7     | 1964, 1972, 1973, 1974, 1975, 1976, 1978                                           |
| KTP Kotka                 | 4     | 1958, 1961, 1967, 1980                                                             |
| MyPa-47 Anjalankoski      | 3     | 1992, 1995, 2004                                                                   |
| TPS Turku                 | 3     | 1991, 1994, 2010                                                                   |
| Ilves                     | 3     | 1979, 1990, 2019                                                                   |
| KuPS Kuopio               | 3     | 1968, 1989, 2021                                                                   |
| Inter Turku               | 2     | 2009, 2018                                                                         |
| RoPS Rovaniemi            | 2     | 1986, 2013                                                                         |
| FC Lahti                  | 2     | 1983, 1987                                                                         |
| Mikkelin Palloilijat      | 2     | 1970, 1971                                                                         |
| Åbo IFK                   | 1     | 1965                                                                               |
| Atlantis                  | 1     | 2001                                                                               |
| IF Drott Pietarsaari      | 1     | 1957                                                                               |
| HPS Helsinki              | 1     | 1962                                                                               |
| FC Honka Espoo            | 1     | 2012                                                                               |
| FC Jokerit                | 1     | 1999                                                                               |
| IFK Mariehamn             | 1     | 2015                                                                               |
| Pallo-Pojat Helsinki      | 1     | 1956                                                                               |
| Tampere United            | 1     | 2007                                                                               |
| Seinäjoen Jalkapallokerho | 1     | 2016                                                                               |